# Arthur M. Sackler

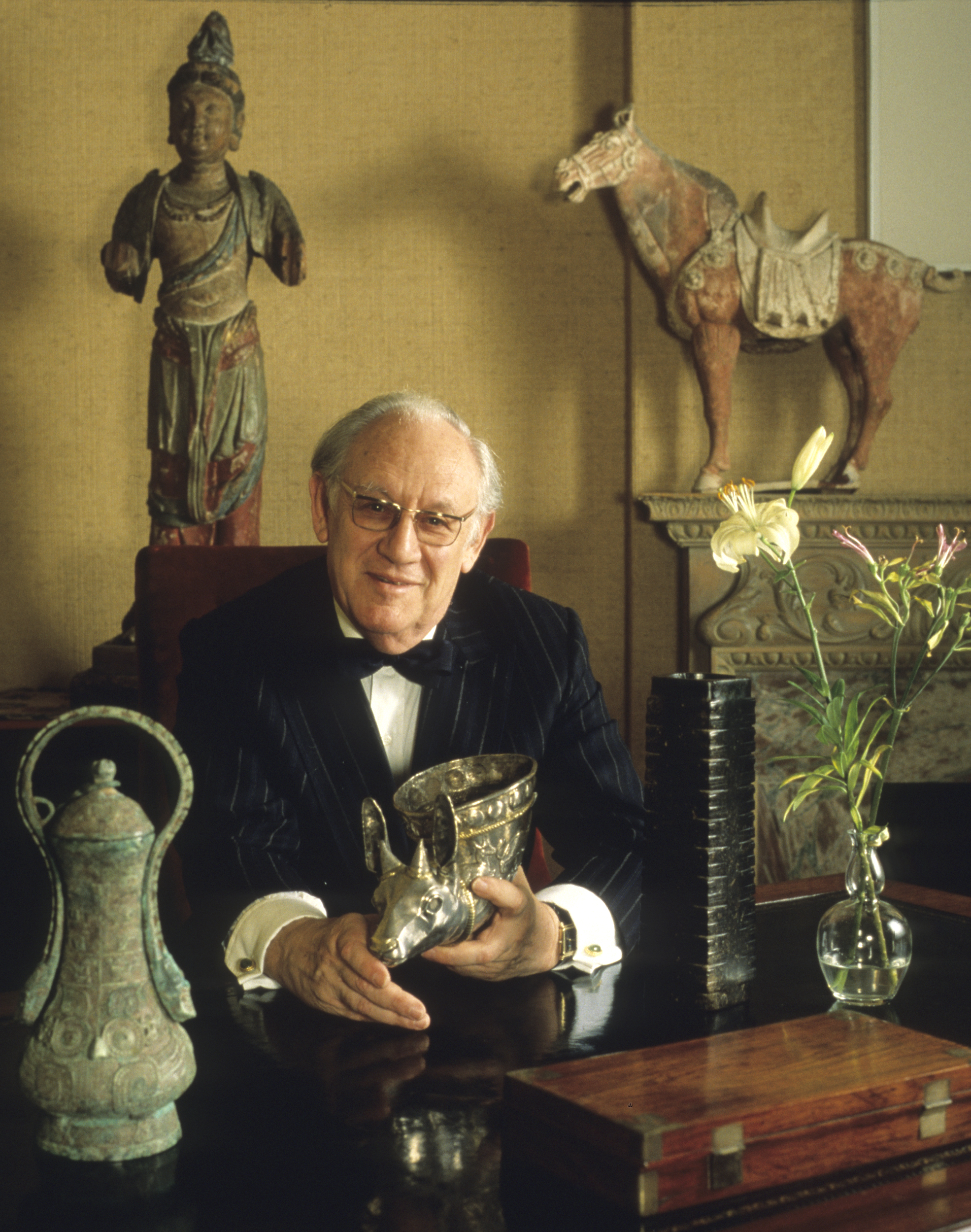
Arthur M. Sackler

Arthur Mitchell Sackler (* 22. August 1913 in New York City; † 26. Mai 1987 ebenda) war ein amerikanischer Psychiater und Vermarkter von Pharmazeutika, dessen Vermögen seinen Ursprung in der medizinischen Werbung und in Fachpublikationen hatte.

## Leben
Sackler „revolutionierte“ in der Mitte des 20. Jahrhunderts das Marketing für pharmazeutische Produkte, indem er praktizierende Ärzte als Zielgruppen definierte und über Werbung in Fachzeitschriften, die er zum Teil selbst initiierte, ansprach. Mit seiner Hilfe konnte sich das vorwiegend als Chemiekonzern aufgestellte Unternehmen Pfizer als bedeutender Pharmahersteller etablieren. Sackler vermarktete Valium für Hoffmann-La Roche und machte es in den 1970er Jahren zu einem der profitabelsten Medikamente weltweit. Seine Brüder Mortimer Sackler und Raymond Sackler führten das Unternehmen Purdue Pharma, welches viele Jahre nach seinem Tod im Zentrum der Opioidkrise in den USA stand.
Er erlangte später auch Berühmtheit als Philanthrop und Kunstsammler. Sackler trug die größte chinesische Kunstsammlung der Welt zusammen, die er dem Smithsonian Institute stiftete und die nach ihm als Arthur M. Sackler Gallery benannt ist. Er stellte die Mittel für den Bau zahlreicher Kunstgalerien und medizinischer Schulen zur Verfügung.
Sacklers Nachlass wurde auf 140 Millionen Dollar geschätzt.